# Campionati mondiali di skeleton 1994
I Campionati mondiali di skeleton 1994, settima edizione della manifestazione organizzata dalla Federazione Internazionale di Bob e Skeleton, si tennero il 5 ed il 6 febbraio 1994 ad Altenberg, in Germania, sulla Rennschlitten- und Bobbahn Altenberg e fu disputata unicamente la gara del singolo vinta dallo svizzero Gregor Stähli.

## Risultati

### Singolo
La gara fu disputata il 5 ed il 6 febbraio nell'arco di quattro manches e presero parte alla competizione 43 atleti in rappresentanza di 19 differenti nazioni; campione uscente era l'austriaco Andi Schmid, che concluse la prova al secondo posto, ed il titolo fu conquistato dallo svizzero Gregor Stähli, già altre tre volte sul podio mondiale: a Schönau am Königssee 1990, a Calgary 1992 ed  a La Plagne 1993, mentre terzo giunse l'altro austriaco Franz Plangger, che vinse il bronzo a Sankt Moritz 1989 e l'argento a La Plagne 1993.
| Pos. | Atleti             | Nazione     | Tempo   | Distacco |
| ---- | ------------------ | ----------- | ------- | -------- |
|      | Gregor Stähli      | Svizzera    | 3'59"35 |          |
|      | Andi Schmid        | Austria     | 3'59"40 | +0"05    |
|      | Franz Plangger     | Austria     | 3'59"62 | +0"27    |
| 4    | Christian Auer     | Austria     | 4'00"64 | +1"29    |
| 5    | Michael Grünberger | Austria     | 4'01"51 | +2"16    |
| 6    | Ryan Davenport     | Canada      | 4'02"33 | +2"98    |
| 7    | Jürg Wenger        | Svizzera    | 4'02"75 | +3"40    |
| 8    | Urs Vescoli        | Svizzera    | 4'03"09 | +3"74    |
| 9    | Orvie Garrett      | Stati Uniti | 4'05"16 | +5"81    |
| 10   | Freddy Steinmann   | Svizzera    | 4'05"24 | +5"89    |

## Medagliere
| Posizione | Nazione  | Oro | Argento | Bronzo | Totale |
| --------- | -------- | --- | ------- | ------ | ------ |
| 1         | Svizzera | 1   | 0       | 0      | 1      |
| 2         | Austria  | 0   | 1       | 1      | 2      |
| Totale    | Totale   | 1   | 1       | 1      | 3      |